# Ranunculus allenii
Ranunculus allenii är en ranunkelväxtart som beskrevs av Robinson. Ranunculus allenii ingår i släktet ranunkler, och familjen ranunkelväxter. Inga underarter finns listade i Catalogue of Life.